# Tamil Nadu
Tamil Nadu (தமிழ் நாடு, het land van de Tamils) is een deelstaat van India, gelegen in de zuidoostelijke hoek van het land. De staat telt ruim 72 miljoen inwoners (2011), hoofdzakelijk Tamils. De hoofdstad en grootste stad van Tamil Nadu is Chennai.

## Geschiedenis
De geschiedenis van Tamil Nadu gaat terug tot ongeveer 6000 jaar geleden. Ze is sterk verbonden met de betwiste Arische invasietheorie, waarbij de Dravidiërs onderdeel waren van de eerste beschaving in de Indusvallei, maar later werden verjaagd door de Ariërs naar het zuiden van het Indische schiereiland waar ze zich vestigden. Dit gebied omvat de deelstaten Andhra Pradesh, Karnataka, Kerala en Tamil Nadu en wordt de Dravidische cultuur genoemd. De Arische invasietheorie heeft, of deze nu waar is of niet, in ieder geval een grote invloed gehad op de identiteitsvorming van de Tamils.
Het gebied werd in de oudheid Dravida Nadu genoemd. Het bestond toen afwisselend uit vele koninkrijken en dynastieën, zoals Pallava, Chera, Chola, Pandya, Chalukya en Vijayanagara. Dit laatste koninkrijk werd opgericht in de 14e eeuw, als reactie op de inval door het Mogolrijk in Noord-India en de invallen die daarop volgden door de Khilji in 1316 in zuidelijk India. Dit rijk werd verslagen in 1564 door de Deccan-sultanaten en opgedeeld.
In 1610 stichtten de Nederlanders de handelsnederzetting Paliacatta (nu Pulicat) als hoofdplaats van de kolonie Coromandelkust. De Fransen, Denen en Britten vestigden ook handelsposten. De Britse Oost-Indische Compagnie wist door een verdeel en heers strategie veel invloed te verkrijgen en na een aantal oorlogen ook alle bezittingen van de Europese grootmachten te veroveren op de Franse kolonie Pondicherry na. De Britten vochten vier oorlogen uit met het koninkrijk Mysore, voordat ze uiteindelijk heel dit rijk beheersten en heel Zuid-India in hun bezit hadden. Dit gebied werd door hen Madras Presidency genoemd en werd onderdeel van Brits-Indië. Na de onafhankelijkheid van India in 1947 werd deze staat hernoemd tot de staat Madras. Tussen 1953 en 1956 werd deze staat opgedeeld tussen Andhra Pradesh, Mysore (later Karnataka), de nieuwe staat Kerala en het overblijfsel van de staat Madras. Deze laatste werd in 1968 hernoemd tot Tamil Nadu, onder meer als verzet tegen de instelling van het Hindi als nationale taal.

## Cultuur

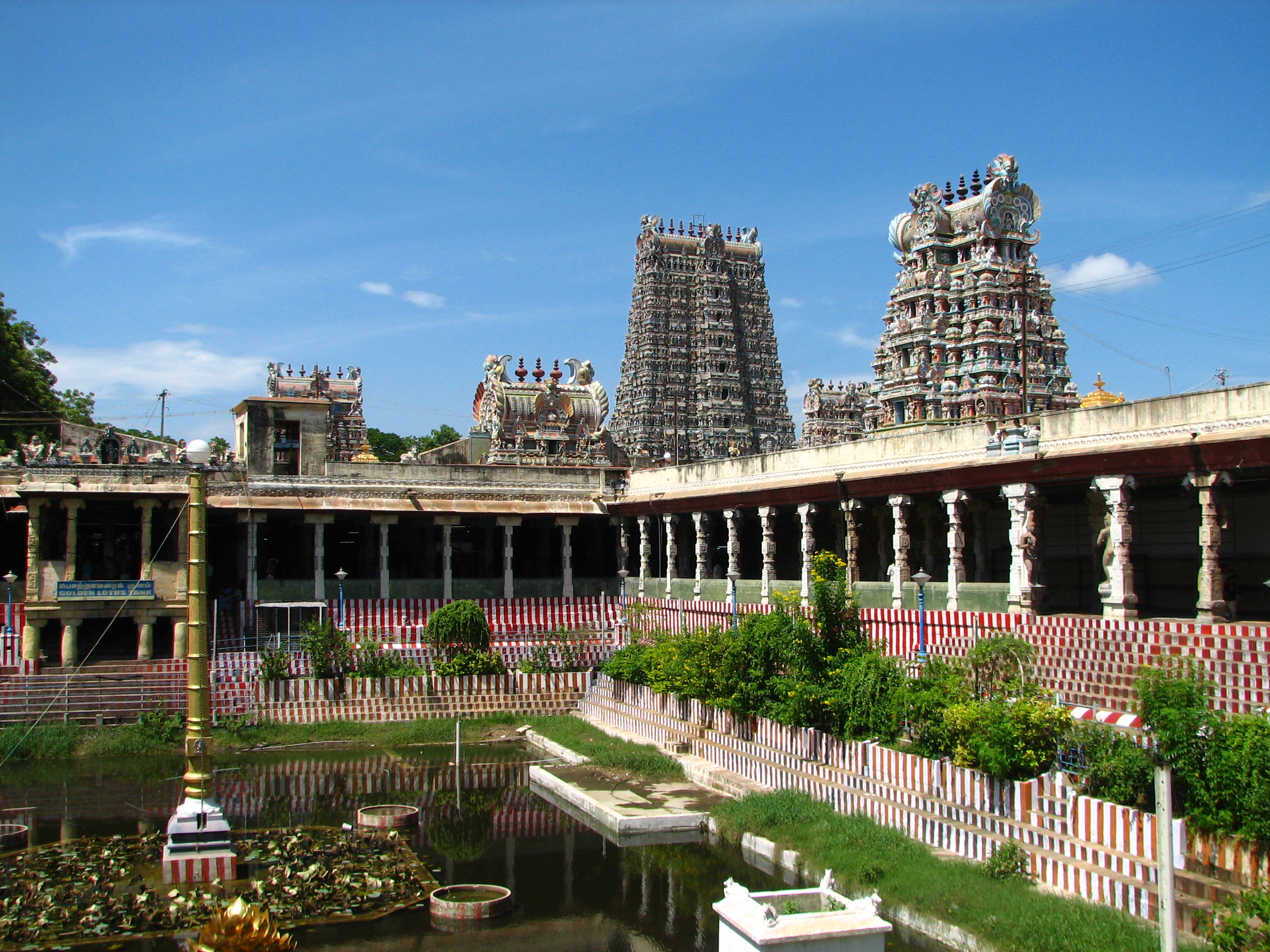
De Minakshitempel in Madurai

Tamil Nadu staat bekend om de vele hindoetempels van de Dravidische architectuur, zoals in de stad Madurai.
Er worden jaarlijks veel Tamilfilms uitgebracht door de filmindustrie in Chennai, waardoor de filmindustrie ook wel bekendstaat als Kollywood (vernoemd naar de plaats Kodambakkam bij Chennai waar veel filmstudio's staan). Lange tijd was dit het centrum voor films in de vier belangrijkste talen van Zuid-India.
Een ontbijt dat zowel in de deelstaat Kerala als in Tamil Nadu populair is, is de pasta-achtige Idiyappam.

## Geografie
Tamil Nadu grenst aan drie andere Indiase deelstaten: Kerala in het westen, Karnataka in het noordwesten en Andhra Pradesh in het noorden. Aan de oostkust grenst de staat tevens aan twaalf enclaves van het unieterritorium Puducherry (meer bepaald de districten Puducherry en Karaikal). In het oosten en zuiden beschikt Tamil Nadu over een 907 km lange kustlijn aan de Golf van Bengalen, de Palkbaai, de Straat Palk, de Golf van Mannar en (in het uiterste zuidwesten) de Indische Oceaan.
De kust langs de Golf van Bengalen wordt historisch aangeduid als de Kust van Coromandel. De kaap bij Kanyakumari is het zuidelijkste punt van het vasteland van India. De ten zuidoosten van Tamil Nadu gelegen eilandnatie Sri Lanka heeft een significante Tamil-minderheid.
De staat kent een vrij brede kustvlakte, met in het binnenland het zuidelijke deel van de bergketen Oost-Ghats, die parallel aan de kust loopt. De Oost-Ghats wordt over de hele lengte meerdere keren doorsneden door valleien van rivieren, waarvan de Kaveri de grootste is. Verder in het binnenland ligt het Hoogland van Dekan. In het zuidoosten bevinden zich hogere berggebieden, zoals de Nilgiri en de Cardamom, die beide een onderdeel vormen van de West-Ghats.

## Bestuurlijke indeling
Tamil Nadu is bestuurlijk onderverdeeld in 38 districten. Hieronder volgt een lijst van de huidige districten:
| 1. Aariyaloor 2. Chengalpattu 3. Koyampuththoor 4. Cuddalore 5. Tharumapuri 6. Thindukkul 7. Erodu 8. Kallakurichi 9. Kancheepuram 10. Kanniyakumari 11. Karoor 12. Krishnagiri 13. Chennai 14. Mathurai 15. Mayiladuthurai 16. Nagapattinam 17. Namakkal 18. Nilgiri 19. Perambaloor |  | 1. Puthukottai 2. Ramanathapuram 3. Ranipettai 4. Salem 5. Sivagangai 6. Tenkasi 7. Thanjavoor 8. Theni 9. Thooththukkudi 10. Tiruchirappalli 11. Tirunelveli 12. Tirupattur 13. Tiruppur 14. Tiruvallur 15. Tiruvannamalai 16. Tiruvarur 17. Veloor 18. Vizhuppuram 19. Virudhunagar |  |  |

## Politiek en overheid
Het parlement van Tamil Nadu hanteert, zoals de meeste Indiase staten, een eenkamerstelsel. Deze Vidhan Sabha telt 234 zetels. De parlementsverkiezingen vinden normaliter iedere vijf jaar plaats. Tot 1986 had Tamil Nadu een tweekamerstelsel.
De staat wordt voor het grootste deel gedomineerd door Dravidische partijen, hoofdzakelijk de Dravida Munnetra Kazhagam (DMK) en de hiervan in 1972 afgesplitste All India Anna Dravida Munnetra Kazhagam (AIADMK). Beide partijen zijn sociaaldemocratisch van aard en zijn voor meer politieke, taalkundige en culturele autonomie voor Tamil Nadu. De enige nationale partij van belang is de Congrespartij (INC). Vanaf 1967 hebben de DMK en de AIADMK meerdere keren van macht gewisseld en alleen deze twee partijen hebben sindsdien de chief minister geleverd.
Vanaf 1989 waren partijleiders Jayalalithaa (AIADMK) en M. Karunanidhi (DMK) de belangrijkste politieke kopstukken in Tamil Nadu. Zij namen het bij zeven opeenvolgende parlementsverkiezingen tegen elkaar op en waren beiden meermaals chief minister. Tijdens de parlementsverkiezingen van 2016 boekte de DMK forse winst, maar wist de AIADMK haar grote meerderheid, die zij vijf jaar eerder had behaald, ondanks licht zetelverlies te behouden. Jayalalithaa werd voor de zesde keer aangesteld als chief minister, maar overleed eind 2016. Edappadi K. Palaniswami werd hierop gekozen als nieuwe leider van de partij en de regering.
De zetelverdeling in het parlement van Tamil Nadu werd bij de verkiezingen van 2016 als volgt bepaald:
| Partij                                                 | Zetels | Verschil met 2011 |
| ------------------------------------------------------ | ------ | ----------------- |
| All India Anna Dravida Munnetra Kazhagam (AIADMK)      | 136    | −14               |
| Dravida Munnetra Kazhagam (DMK)                        | 89     | +66               |
| Congrespartij (INC)                                    | 8      | +3                |
| Indian Union Muslim League (IUML)                      | 1      | +1                |
| Pattali Makkal Katchi (PMK)                            | 0      | −3                |
| Desiya Murpokku Dravida Kazhagam (DMDK)                | 0      | −29               |
| Communistische Partij van India (CPI)                  | 0      | −9                |
| Communistische Partij van India (Marxistisch) (CPI(M)) | 0      | −10               |
| Puthiya Tamilagam (PT)                                 | 0      | −2                |
| Manithaneya Makkal Katchi (MMK)                        | 0      | −2                |
| All India Forward Bloc (AIFB)                          | 0      | −1                |
| Onafhankelijke kandidaten                              | 0      | —                 |

### Gouverneurs
De gouverneur is hoofd van de deelstaat en wordt voor een termijn van vijf jaar aangewezen door de president van India. De rol van de gouverneur is hoofdzakelijk ceremonieel en de echte uitvoerende macht ligt bij de ministerraad, met aan het hoofd de chief minister.